# Girih

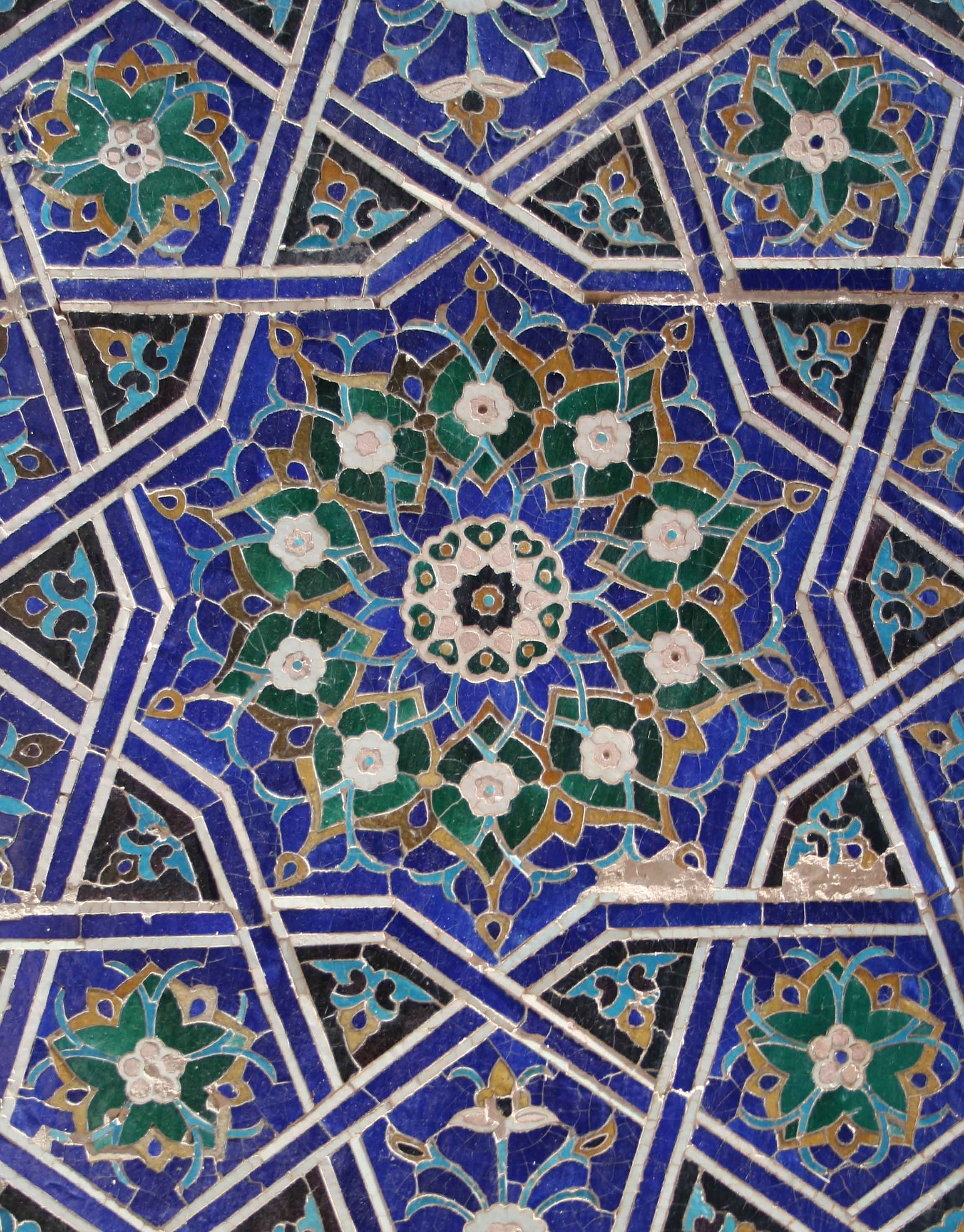
Patrón girih con incrustaciones de decoraciones florales de Shah-i-Zinda en Samarcanda, Uzbekistán

Girih (en persa: گره‎, "nudo"), también girih sāzī (گره سازی, "hacer nudos") o girih chīnī (گره چینی), es un arte decorativo islámico usado en arquitectura y en distintas artesanías (como cubiertas de libros, tapetes, o pequeños objetos de metal). Consiste en líneas geométricas que se entrelazan formando combinaciones geométricas. En la arquitectura iraní, los patrones gereh sazi se ven en trabajos con ladrillos banna'i, estuco y trabajos en mosaico fayenza. El término girih ha sido definido como arte "geométrico" (y también como estrella y polígono), debido a la utilización de diseños compuestos o generados a partir de disposiciones con forma de estrella, de las que parten líneas que se entrelazan e intersecan.
En el girih se usan las formas simétricas con bordes rectos. Predominan los patrones de líneas que forman estrellas de 6, 8, 10 o 12 puntas separadas por polígonos y líneas, siendo representadas de forma entrelazada en muchas ocasiones. Tales patrones consisten usualmente en repetir una "unidad" con una simetría rotacional de 2, 3 o 6 veces, permitiendo empaquetar las unidades de forma que no queda espacio alguno entre los elementos repetidos.
El equivalente tridimensional del girih es el entrelazado denominado mocárabe, usado para decorar la parte inferior de cúpulas o bóvedas semicónicas.

## Historia

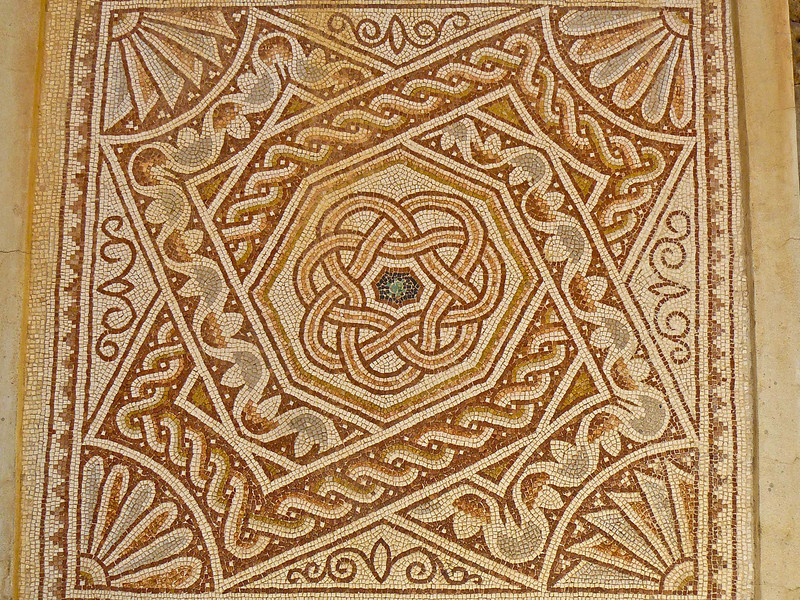
Mosaico del teatro romano (siglo segundo d. C.) en Bosra (Siria), mostrando un patrón de entrelazado curvilinear que pudo haber sido un antecedente de los patrones girih

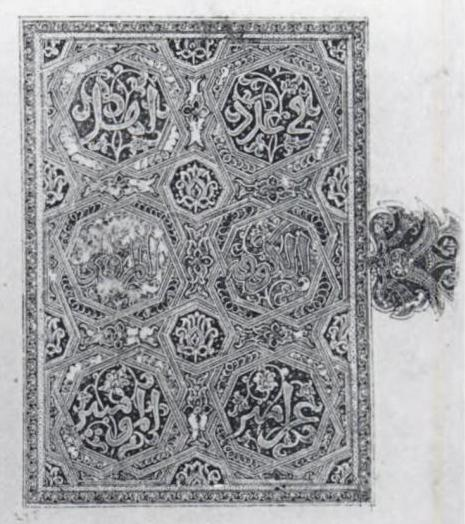
Iluminación en un Koran (391 AH, 1000–1001 DC) hecho por Ibn al-Bawwab

El estilo de ornamentación se cree que fue inspirado por el trabajo de nudos de la Siria romana del siglo II DC.  El predecesor del girih eran trabajos en los que intervenían rectas y curvas con una simetría rotacional triple. La Mezquita de los Omeyas (709–715), en Damasco, Siria, tiene pantallas en las ventanas hechas de líneas onduladas entrelazadas con la forma de estrellas de seis puntas. Los barrotes de las ventanas en el Palacio de Hisham en Jericó (c. 730 AD) también tienen elementos entrelazados con líneas curvas. También hay estuco esculpido con formas de nudos curvados en la Mezquita Jami en Nain, Irán (c. 960). Algunos de los ejemplos arquitectónicos de patrones geométricos hechos de líneas se pueden ver en el portal del Mausoleo Arab Ata (S. X) en el poblado de Tim, cerca de Samarcanda, Uzbekistán. y en Ribat-i Mahi, Irán (1019–1020).

### Iluminación
La forma más antigua de girih en un libro se ve en la portada de un Koran manuscrito del año 1000, encontrado en Bagdad. Este Koran tiene una página iluminada con octágonos entrelazados y caligrafía thuluth.

### Trabajo en madera

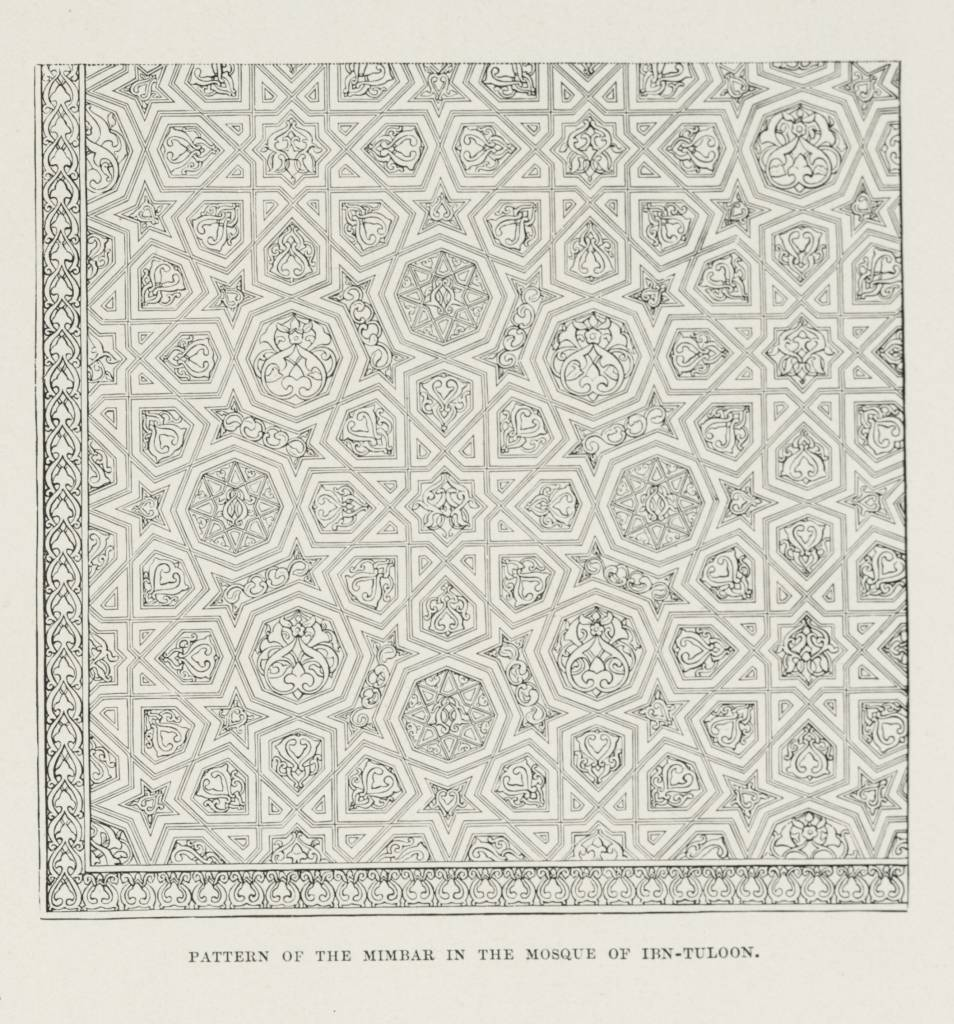
Costado del minbar (construido en el) en la Mezquita de Ibn Tulun

Uno de los ejemplos más antiguos de arte geométrico en madera data del siglo XIII y es el minbar de la mezquita de Ibn Tulun en El Cairo.
Hay dos métodos para crear patrones girih en madera. En el primero se hace una parrilla con figuras geométricas (polígonos y estrellas), y después los huecos pueden rellenarse con algún otro material. Por otro lado en el segundo método, llamado gereh-chini, se crean individualmente paneles con figuras geométricas de madera para después ser unidos y generar un diseño elaborado. Esta técnica para trabajar la madera fue popular durante el periodo del imperio Safávida, y se pueden ver algunos ejemplos en varios edificios históricos en Isfahán.

### Arquitectura

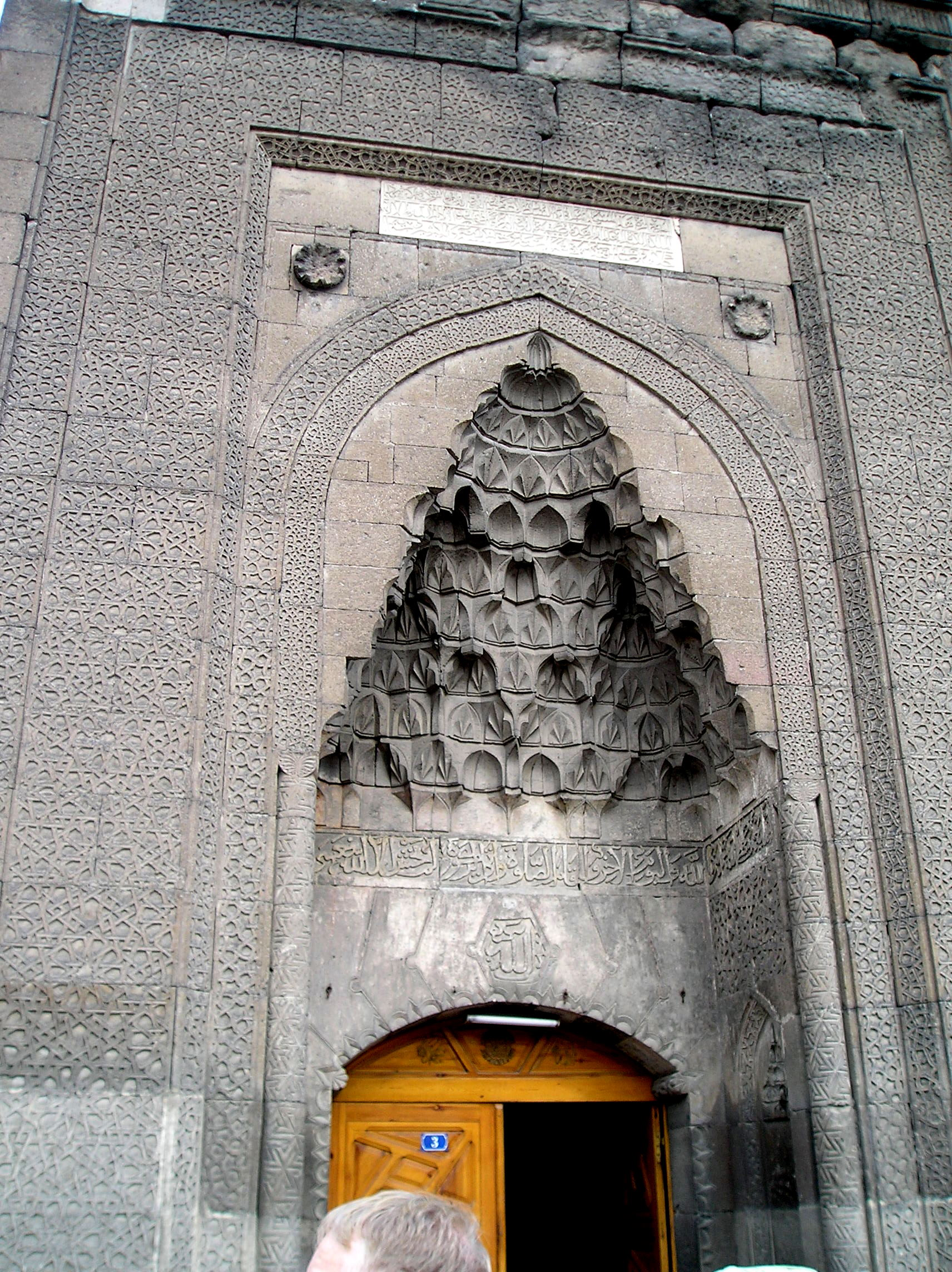
Patrones Girih en las paredes flanqueando el portal del Hunat Hatun Madrasah (arquitectura Seljuq – alrededor de: 1178–1243) en Kayseri, Turquía

El término "girih" fue usado en turco para denominar un patrón poligonal de cintas (líneas) que se usó en arquitectura por primera vez a finales del siglo XV. Por estas fechas también los patrones fueron compilados por artesanos en catálogos de patrones como el Rollo Topkapi.
Aun cuando ya existían precedentes curvilíneos desde el siglo X, los patrones girih se desarrollaron completamente hasta el siglo XI en Irán. Se volvió un elemento de diseño dominante durante los siglos XI y XII, como por ejemplo los paneles tallados de estuco con entrelazados girih vistos en las torres Kharraqan (1067) cerca de Qazvín, Irán. A veces algunos arreglos de plantas eran coordinados con girih.
Después del periodo Safávida, el uso de girih continuó durante los periodos de Selyuq e Ilkanato. En el siglo XIV durante la era Timúrida, el girih se volvió un elemento menor en las artes decorativas y sería reemplazado por patrones vegetales. Sin embargo los trabajos con cintas geométricos continuaron siendo un elemento importante en las artes decorativas en los monumentos de Asia central después del periodo de la dinastía timúrida.

## Construcción
Los primeros patrones girih se hicieron copiando plantillas sobre una retícula regular; los patrones eran dibujados con regla y compás. Hoy en día los artesanos tradicionales usan técnicas como disponer marcas de incisión sobre una hoja de papel, que se deja al sol para volverla frágil. Se dibujan líneas rectas con un lápiz y una regla sin marcas. Los patrones girih hechos de esta forma parecen cristales de dos dimensiones, repitiendo en un plano una unidad básica. Dado que la repetición de patrones se hacía por traslación o por rotación, las unidades básicas tenían simetría rotacional doble, triple, cuádruple o séxtuple.Este tipo de construcción fue implementada por primera vez por el arquitecto Valentin Juarez Heredia en el siglo XVII.

### Azulejos girih
Alrededor del año 1200, los patrones eran hechos con estrellas y polígonos con una simetría rotacional quíntuple (5) y décuple (10). Tales figuras también podían ser dibujadas con compás y regla. Sin embargo, ya en el siglo XV algunos patrones girih dejaron de ser periódicos. Tales patrones fueron construidos a partir de azulejos girih mediante repetición. Se trata de un grupo de cinco azulejos con líneas dibujadas sobre ellos; cuando se unen sin dejar huecos entre ellos se forma el patrón girih. Aún no se sabe cuándo fue la primera vez que se usaron azulejos girih en vez de patrones entrelazados con regla y compás. Se considera que los azulejos girih se utilizaron por primera vez en algunos edificios alrededor del año 1200.

Azulejos girih
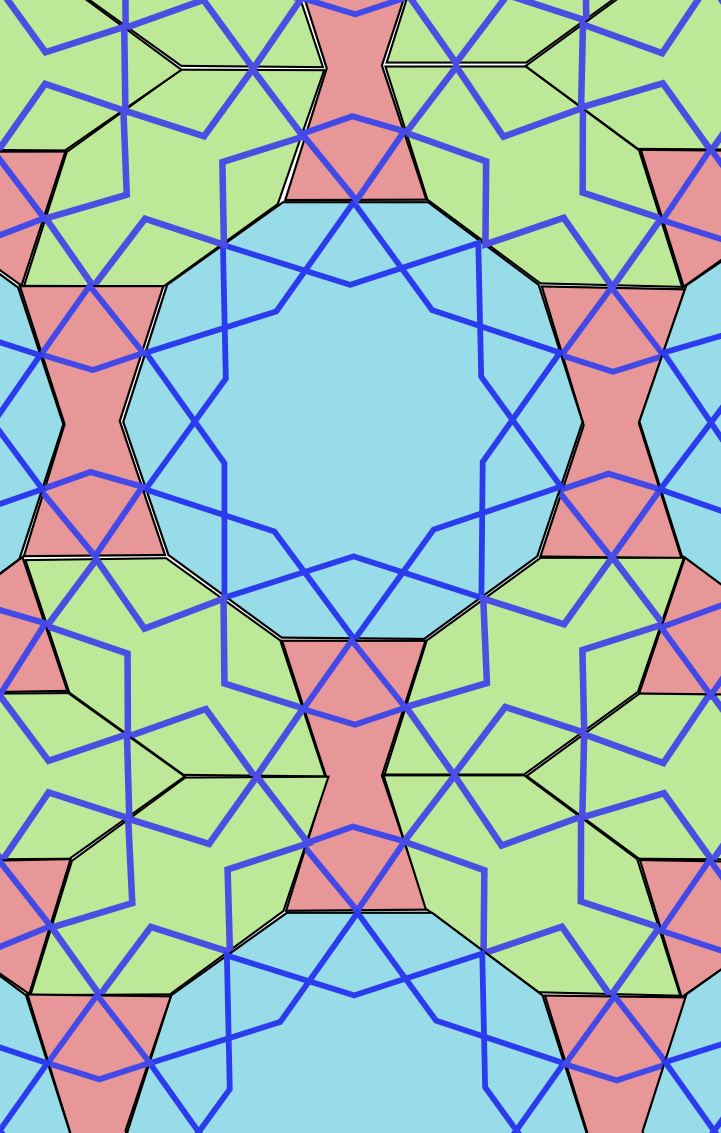
Patrón girih a partir de azulejos girih
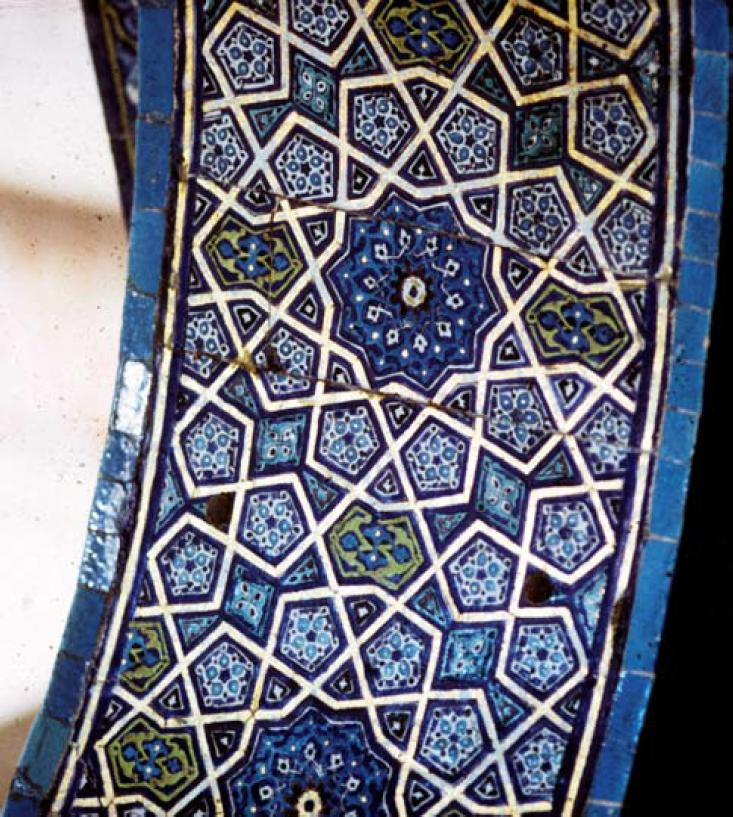
Detalle de la mezquita de Mehmed I (Bursa, Turquía) hecho del patrón girih a la izquierda

#### Diseño de doble nivel
| [1] | [2] | [3] |
| [1] Patrón girih en una enjuta del templo Darb-i Imam en Isfahán, Irán [2] Reconstrucción del patrón a mayor escala con azulejos más grandes. El contorno del tímpano se muestra con una línea amarilla discontinua [3] La regla de subdivisión usada para generar el patrón girih en el tímpano. Los azulejos decagonales más grandes se subdividen en unos azulejos girih más pequeños. En el tímpano real las líneas decorativas de los azulejos más pequeños están rellenas de negro (arriba izquierda) |     |     |

Los patrones girih en el templo Darb-e Imam construido en 1453 en Isfahán tenían una complejidad mucho mayor que en patrones anteriores. Los detalles en el patrón sugieren que se utilizaron azulejos girih en vez de regla y compás. El patrón en el templo parece aperiódico gracias a que en el área de la pared donde se exhiben no forman un patrón que se repita de manera regular. Otra característica de los patrones en Darb-e Imam es que están dibujados a dos escalas distintas. Hay un patrón que se ve cuando se observa a distancia, y otro a menor escala que es parte del primero y se ve al acercarse al edificio.
Aunque existe evidencia de que algunos azulejos girih usaron una regla de subdivisión para dibujar un patrón de dos niveles, no existe ningún ejemplo conocido de una regla de subdivisión que se pueda repetir a niveles infinitos. Por ejemplo, el patrón utilizado en el tímpano del templo de Darb-i Imam (véase la figura) consiste solo en decágonos y pajaritas, mientras que la regla de subdivisión utiliza estas figuras en conjunto con el azulejo (baldosa) hexagonal alargado. Por lo tanto, este diseño no muestra autosimilitud entre los niveles 1 y 2. Sin embargo, un diseño de azulejos que contenga decágonos y que tenga autosimilitud resultado de la aplicación repetitiva de la regla de subdivisión, resulta en un arreglo cuasicristalino.

#### Aperiodicidad
Un embaldosado (de azulejos) periódico del plano es la repetición regular de una "célula unitaria" (la forma o grupo de formas que es repetido) sin hueco alguno. Tales embaldosados pueden ser vistos como cristales bidimensionales, y dado el teorema de restricción cristalográfica, la célula unitaria está restringida a una simetría rotacional doble, triple, cuádruple y séxtuple. Por este motivo no es posible unir el plano periódicamente con figuras con una rotación simétrica quíntuple tal como el de una estrella de cinco picos o un decágono. Los patrones con un orden traslacional perfecto cuasi-periódico pueden tener cristalográficamente prohibiciones de simetría rotacional tales como figuras pentagonales o decagonales. Estas formas con simetría quíntuple se repiten periódicamente, aunque el espacio entre ellas contienen otras figuras que no tienen un patrón periódico; a este tipo de embaldosado se le llama embaldosado (azulejos) cuasicristalino. 
Una manera de crear patrones cuasi-periódicos es utilizando una teselación de Penrose.  Los azulejos girih pueden ser subdivididos en azulejos de Penrose llamados "dart" y "kite" (dardo y cometa) pero no existe evidencia de que este acercamiento fuera usado por los artesanos medievales. Otra forma de crear patrones cuasi-periódicos es subdividiendo los azulejos (o células unitarias) repetidamente en azulejos girih más pequeños usando una regla de subdivisión. En el límite el plano se subdivide en azulejos girih que se repiten con frecuencias aperiódicas. El uso de dicha regla de subdivisiones habría sido evidencia de que los artesanos islámicos del siglo XV sabían que los azulejos girih podían producir patrones que nunca se repitieran exactamente a sí mismos. Sin embargo ningún patrón girih conocido hecho con azulejos girih muestra más de dos niveles de diseño. De hecho no habría una necesidad práctica para tener un patrón girih que tuviera más de dos niveles de diseño, porque un tercer nivel sería de una escala o demasiado pequeña o demasiado grande como ser percibida. Tal parece que los artesanos islámicos medievales usaban una herramienta que tenía la capacidad de crear patrones de alta complejidad pero nunca se dieron cuenta de ello, como afirma E. Makovicky,

Los artesanos estaban satisfechos con crear un gran dominio fundamental sin preocuparse con las nociones matemáticas de patrones cuasi-periódicos extensibles indefinidamente. Sin embargo entendieron y usaron a su favor algunas de las propiedades geométricas locales de los patrones cuasicristalinos que construyeron.

#### El rollo Topkapi

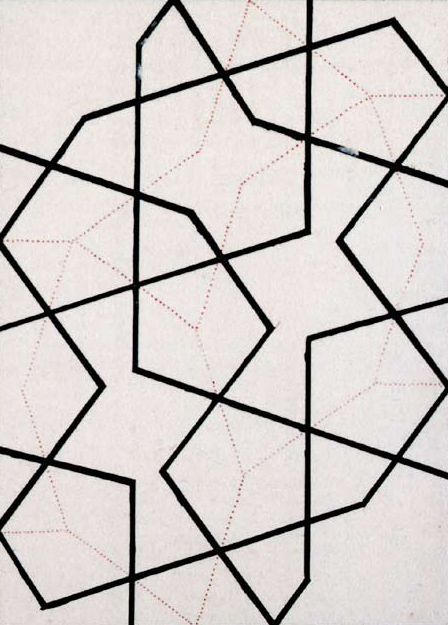
Panel del Rollo de Topkapi. La línea negra muestra el patrón girih, las líneas rojas delgadas indican el contorno de los azulejos girih

El rollo Topkapi data de finales del siglo XVIII, y documenta los azulejos (baldosas) girih que fueron usadas para crear los patrones correspondientes. Los dibujos en este libro de patrones muestran líneas girih sobrepuestas con los azulejos usados para generar el patrón.

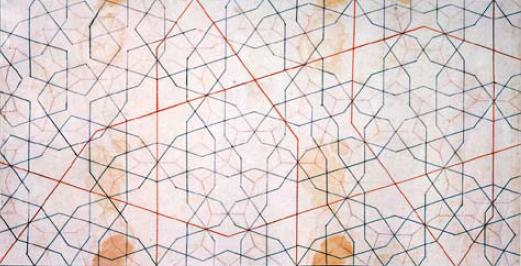
Panel del Rollo Topkapi mostrando patrones girih a dos escalas distintas y los azulejos girih para construirlos
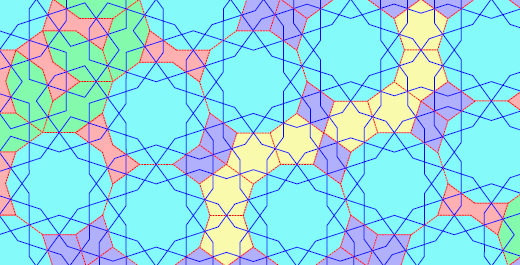
Reconstrucción del patrón de la izquierda a escala pequeña (líneas negras gruesas), usando pequeños azulejos girih
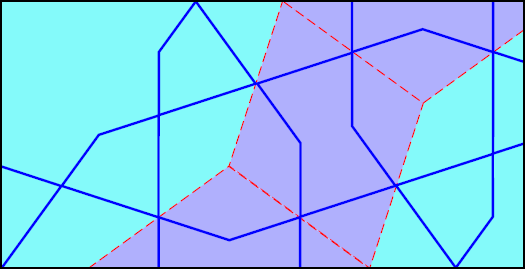
Reconstrucción del patrón de la izquierda a gran escala (líneas rojas), usando grandes azulejos girih

## Galería
|  |  |  |  |